# Skleněný kokpit

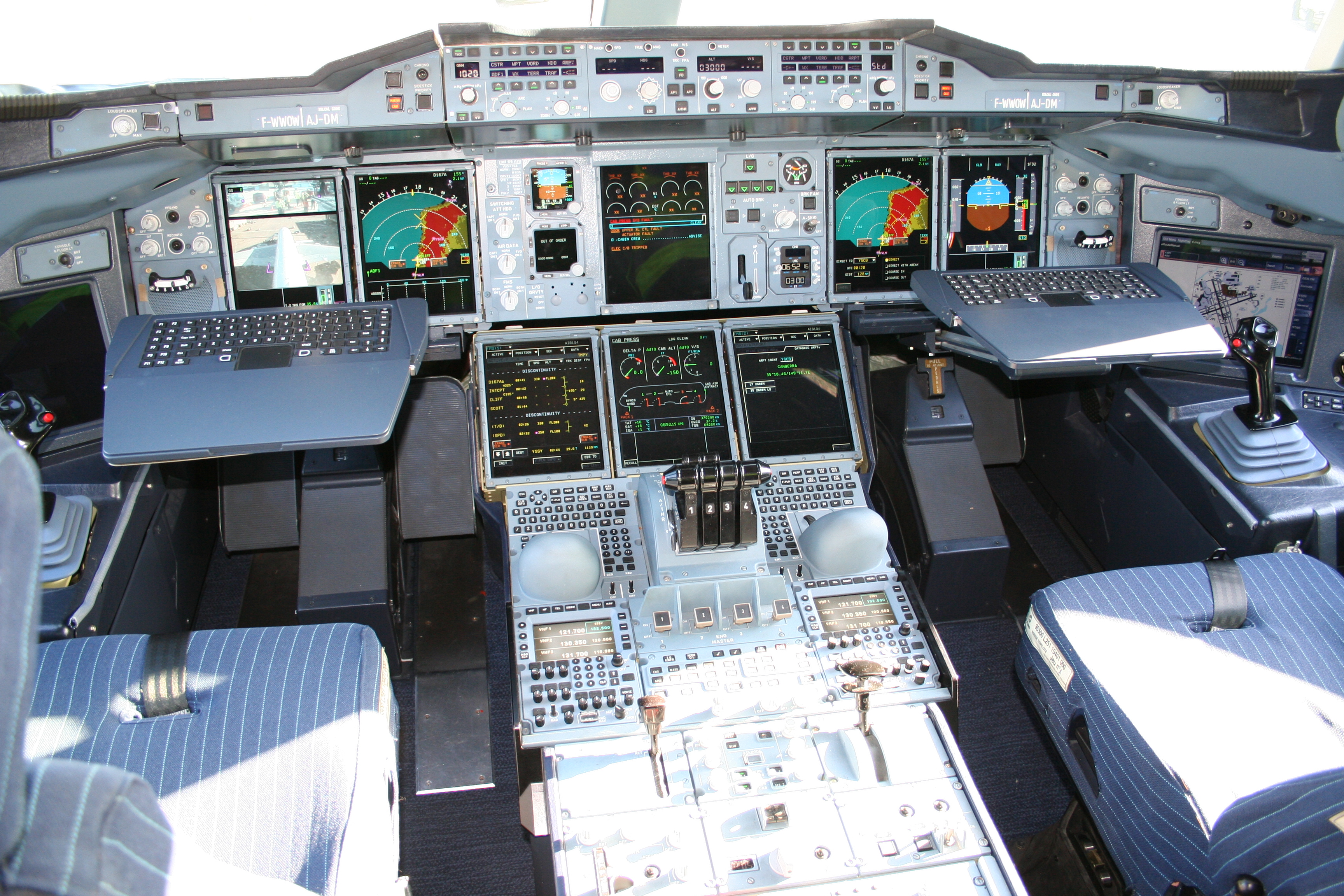
Skleněný kokpit letounu Airbus A380 představuje klávesnice a 2 široké počítačové obrazovky po stranách

Skleněný kokpit („Glass cockpit“) se vyznačuje tím, že jsou mechanické analogové ukazatele a letecké přístroje nahrazeny digitálními, především LCD displeji. První verze displejů byly přesnými protějšky dřívějších mechanických přístrojů, které stále doprovázely mechanické ukazatele (McDonnell Douglas MD-80/90, Boeing 737 Classic, 757, 767-200/-300, Airbus A300-600 a A310).
Skleněný kokpit má původ u vojenských letadel z přelomu 60. a 70. let jako byla například avionika Mark II letounu F-111D (objednána v roce 1967, dodána v letech 1970 až 1973), která měla multifunkční displej.